# LBV 1806-20
LBV 1806-20是高光度藍變星的候選者，並且可能是一顆聯星。它與太陽的距離28,000光年（8,700秒差距），靠近銀河中心。估計它的質量為36太陽質量，亮度大約是太陽的200萬倍。它雖然有很高的亮度，但因為只有十億分之一的可見光到達地球，因此在太陽系以可見光看不見這顆恆星。
當首度發現LBV 1806-20時，它被認為是最亮和已知質量最大的恆星，並且挑戰我們對大質量恆星形成的認知。最近的估計認為它離地球稍微近了點；當與聯星結合時，就可能在銀河系中及量恆星的預期參數範圍內。估計它的亮度是太陽的200萬倍，使它成為銀河系中最明亮的恆星之一。

## 位置
LBV 1806-20位於電波星雲G10.0-03的核心，據信它是由恆星風提供動力，是疏散星團1806-20星團的成員。這個星團是銀河系最大的電離氫區W31的一部分。1806-20星團由一些極不尋常的恆星組成，包括4顆沃夫–瑞葉星、一些OB星、和γ射線反覆爆發源SGR 1806-20（磁星）。

## 光譜
LBV 1806-20的光譜類型不確定，可能是可變的。根據氦I的紅外線譜線的等效寬度，它已被限制在O9和B2之間。光譜顯示出強烈的氫的帕申（Paschen）和布拉開（Brackett）系列，但是也有氦、鐵II、鎂II、和鈉I的發射線。這些譜線都很寬，輪廓不均勻，有些顯現天鵝座P的配置。高解析光譜顯示有修譜線是雙重的。

## 性質
雖然這顆恆星在2微米的[[紅外線波長下是顆8等星，但根據計算在可見光的波長下只是顆以現在的設備尚無法檢測到的35等星。估計在銀河中心方向上的塵埃吸收，使它在可見光的星等下降了29星等，因此大多數的觀測都是使用紅外線望遠鏡進行。根據其亮度和光譜類型，懷疑它是一顆高光度藍變星。儘管有這樣的懷疑，但由於光度和光譜變化的特徵尚未觀察到，所以它依然只是個候選者。

## 聯星
為了解是其頻譜中氦I線的雙重性，以及在質量、亮度和年齡估計上的不一致，已經建議LBV 1806-20是聯星。為了解釋其頻譜中雙倍的 HeI 線及其品質、亮度和年齡估計值不一致,LBV 1806-20 已建議為二進位。發射線是單一的，當然就只有一顆恆星，但因為有密集的恆星風，可以預期高光度藍變星可以有雙重的譜線。

## 註解
1. ↑  利用斯特凡-波茲曼定律與標稱太陽的5,772K有效溫度：

{\displaystyle {\sqrt {(5772/18000)^{4}*2,000,000}}=145.42\ R\odot }和

{\displaystyle {\sqrt {(5772/32000)^{4}*2,000,000}}=46.01\ R\odot }